# Labrador-Halbinsel

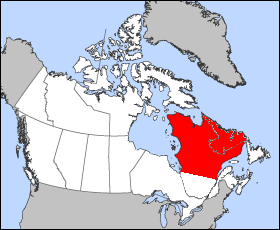
Labrador-Halbinsel, Kanada

Labrador ist eine zum großen Teil sehr dünn besiedelte nordamerikanische Halbinsel im Osten Kanadas. Verwaltungsmäßig ist sie aufgeteilt zwischen den beiden Provinzen Québec und Neufundland und Labrador.

## Name und Begrifflichkeiten
Der Name der Halbinsel geht auf den spätmittelalterlichen portugiesischen Titel und Namensbestandteil Lavrador zurück, den mehrere portugiesische Entdecker trugen. Wahrscheinlich stammt er vom portugiesischen Seefahrer João Fernandes Lavrador. Das von den Azoren übernommene Wort „Lavrador“ bedeutet im Portugiesischen „Landwirt“ bzw. „Landeigentümer“.
Mit Labrador wird im engeren Sinne nur der innerhalb der Provinz Neufundland und Labrador liegende Teil bezeichnet. Gelegentlich wird Labrador aber auch als Synonym für die gesamte Halbinsel verwendet. Der Großteil der in Québec liegenden Fläche der Halbinsel wird zu Nord-du-Québec gerechnet. Der Nordteil der Labrador-Halbinsel wird Ungava genannt.

## Lage
Die Halbinsel grenzt im Norden, wo sie u. a. durch die Ungava Bay gegliedert wird, an die Hudsonstraße, im Westen an die Hudson Bay und im Osten an die Labradorsee, hinter der Grönland liegt. Im Südosten grenzt Labrador an die Belle-Isle-Straße, die die Halbinsel von Neufundland trennt, sowie an den Sankt-Lorenz-Golf und den Sankt-Lorenz-Strom. Im Südwesten geht sie südlich der James Bay in das kanadische Festland über.

## Größe
Weil die südwestliche Abgrenzung der Halbinsel offensichtlich nicht hundertprozentig festgelegt ist, wird ihre Größe in den verschiedensten Nachschlagewerken auf 1,3 bis 1,5 Millionen km² beziffert; unabhängig von diesen unterschiedlichen Angaben ist sie dennoch die viertgrößte Halbinsel der Erde. Die südwestliche Abgrenzung dürfte jedoch etwa der Luftlinie vom südlichen Ende der James Bay zum nordöstlichen Stadtrand von Québec entsprechen; Letzteres bezeichnet die Stelle, wo aus dem Sankt-Lorenz-Strom eine Meeresbucht wird.
Der in der Provinz Neufundland und Labrador gelegene Teil hat eine Fläche von 294.330 km² und ist etwa so groß wie Italien. Die Bevölkerungszahl beträgt 27.860 (2001) mit etwa 30 % Ureinwohnern, (Inuit, Innu und Métis). Der in der Provinz Québec gelegene Teil hat etwa 1,0 bis 1,2 Millionen km². Die Bevölkerungszahl beträgt 300.000.

## Klima und Vegetation

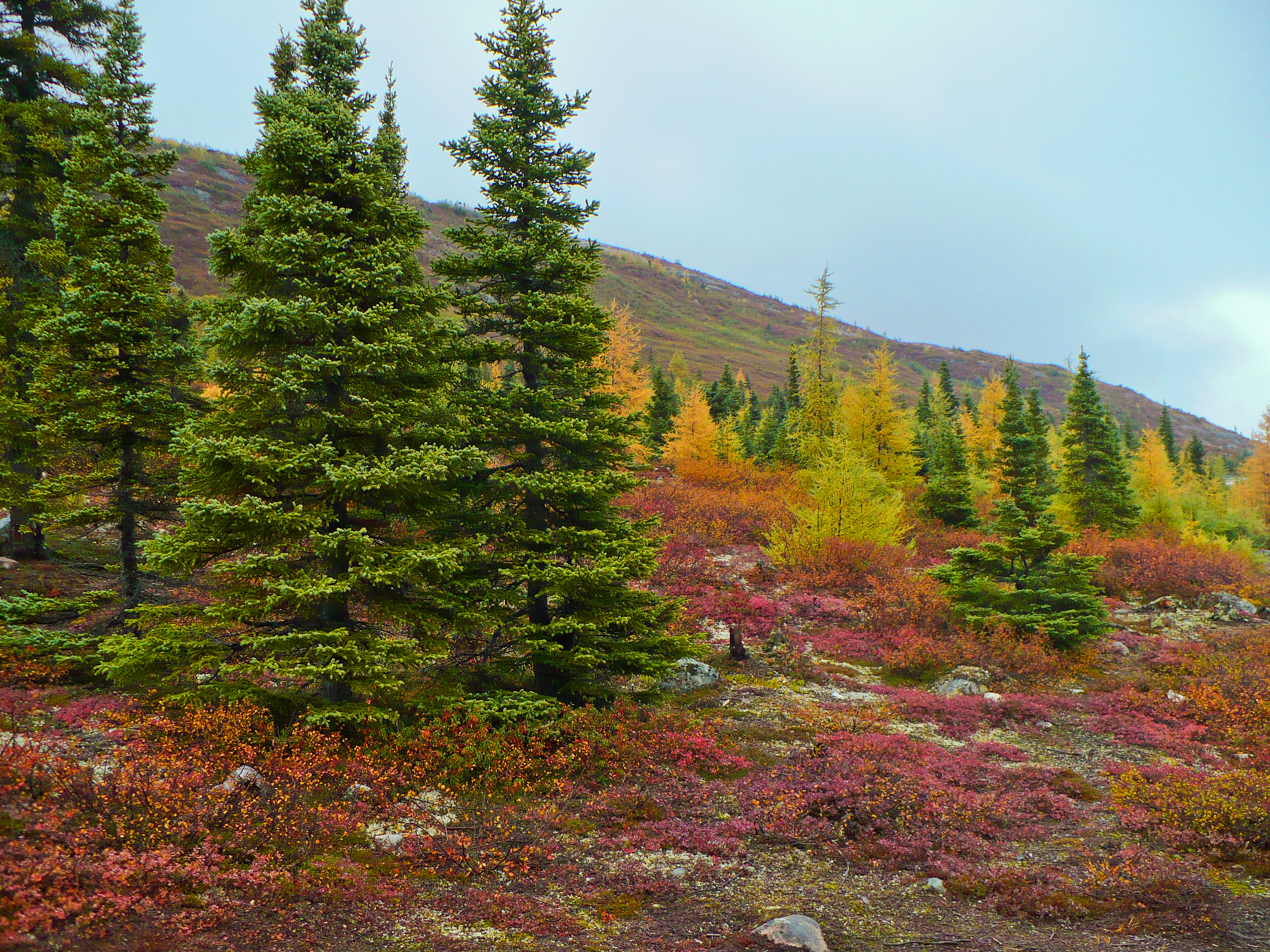
Borealer Herbstwald nahe Nain an der mittleren Ostküste.

Der Großteil der Halbinsel besteht aus Tundren und subarktischen Strauch- und Gebüschformationen; im Süden gibt es auch borealen Nadelwald. Rund 25 % ihrer Fläche wird von Seen, Bächen und Flüssen eingenommen. Das Klima ist arktisch und subarktisch.

## Geologie
Labrador ist der Ostteil des Kanadischen Schildes, der hier aus Gneisen und Graniten besteht und von der Hudson Bay von Normalnull in östlicher Richtung auf bis zu 1652 m Höhe ansteigt. An das plateauartige Zentrum der Halbinsel schließt sich im Osten die durch tief eingeschnittene Fjorde gekennzeichnete Atlantikküste an. Die Nordostspitze der Labrador-Halbinsel mit den Torngatbergen bildet einen Teil der Arktischen Kordillere.

## Entdeckung aus Europa
Nach den indianischen und Inuit-Ureinwohnern waren die ersten europäischen Entdecker der Küste Labradors norwegische Wikinger, die um 1000 unter Leif Eriksson von Grönland kamen.
Die erste nachweisbare (Wieder-)Entdeckung der Labrador-Halbinsel waren zwei Expeditionen 1497 und 1498 unter dem in englischen Diensten stehenden venezianischen Seemann Giovanni Caboto (John Cabot), der den Seeweg nach China suchte, gefolgt von einer portugiesischen Expedition 1499 unter João Fernandes, genannt Lavrador und João Gonsales, auf die wahrscheinlich der Name zurückgeht – beide waren Landeigentümer (lavradores) auf den Azoren – und die die Region nach dem Vertrag von Tordesillas zum portugiesischen Besitz erklärten, was Portugal später nicht weiter verfolgte. Ihnen folgten zwei weitere portugiesische Landungen unter Gaspar Corte-Real 1500 und 1501.

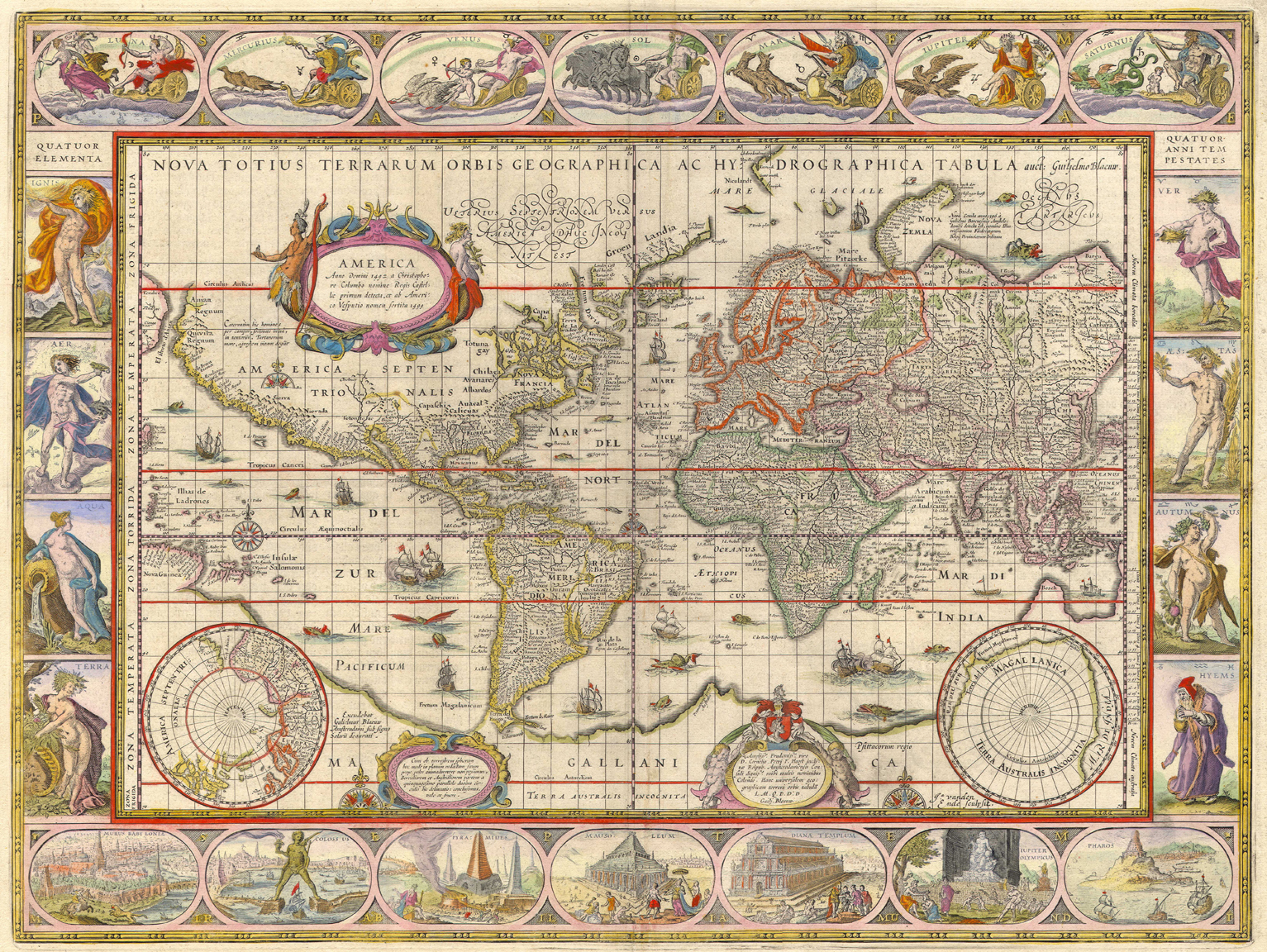
Weltkarte 1606–26 mit Terra de Labrador, Terra Corterealis und Terra Nova de Bacalaos an der Nordostküste Nordamerikas.

Es gibt daneben auf Indizien beruhende Hypothesen und Legenden einer Entdeckung schon vor Kolumbus 1492, die nicht gesichert sind, weil die Indizien auch anders erklärbar sind. Im Jahr 1473 erreichte eine Expedition im Auftrag des dänisch-norwegisch-schwedischen und des portugiesischen Königs, die seit etwa 1406 nicht mehr befahrene Verbindung nach Grönland zu suchen, unter Didrik Pining (wohl aus Hildesheim, danach 1478–90 dänischer Gouverneur Islands), Hans Pothorst (auch aus Norddeutschland), dem Navigator Johannes Scolvus (Herkunft sehr umstritten, vielleicht polnisch, vielleicht dänisch, einige spekulierten, das sei der junge Kolumbus) und dem portugiesischen Gesandten João Vaz Corte-Real (danach 1474–96 portugiesischer Gouverneur der Azoren und Lavrador auf Terceira) die Insel Grönland erneut. Weil der azorische Priester und Historiker Gaspar Frutuoso um 1590 schrieb, Corte-Real habe seine Besitzungen auf den Azoren als Dank für die Entdeckung von Terra Nova do Bacalao (= Neues Land des Kabeljaus/Stockfischs) erhalten, was nach späteren Karten am ehesten Neufundland ist, aber auf den damals häufig neu gezeichneten Atlanten erst 1508 (nach den Landungen Cabotos, Fernandes Lavradors und Gaspar Corte-Reals) auftaucht, führte die Angabe oft zu Hypothesen, diese Expedition habe schon Labrador und Neufundland erreicht. Diese Legende ist besonders in skandinavischen Ländern, Deutschland, Portugal und Polen populär. Weil allerdings die Schenkungsurkunde an Corte-Real diesen Grund nicht erwähnt, glauben viele Historiker, der 120 Jahre später schreibende Frutuoso habe die Folgen dieser Ernennung mit der Ursache verwechselt. Mit Corte-Reals Gouverneursamt begannen nach 1474 portugiesische Such- und Entdeckungsfahrten im nordwestlichen Atlantik im Auftrag des portugiesischen Königs, die von João Vaz Corte-Real und seinen Söhnen finanziert und ausgerüstet wurden. Auch die Expedition von Fernandes und Gonsales 1499 wurde von der Corte-Real-Familie gefördert. Angaben zeitgenössischer Kartographen und der Zollbehörden des Hafens von Bristol lassen sich außerdem so deuten, dass Fernandes Lavrador und Gonsales davor ebenfalls an der englischen Expedition unter Caboto teilgenommen hatten und auch dadurch zu ihrer Entdeckungsfahrt angeregt wurden. In den Jahren 1500 und erneut 1501 ging der Sohn Gaspar Corte-Real selbst auf Entdeckungsfahrten; bei der zweiten ging er verschollen. Eine Suchexpedition seines Bruders Miguel Corte-Real 1502 verschwand ebenfalls, eine weitere Suche durch den dritten Bruder Vasco Anes Corte-Real verbot der König. Somit ist weder der Name Terra de Labrador noch der bis ins 17. Jahrhundert verwendete Alternativname Terra Corterealis (Land Corte-Reals) noch der portugiesische Name Neufundlands Terra Nova do Bacalao ein Beweis der portugiesischen Entdeckung 1473, wie Befürworter glauben. Der erste Name meint am ehesten Fernandes, vielleicht auch Gonsales oder Gaspar Corte-Real, der zweite Name könnte sich auf einen der entdeckenden Söhne beziehen und der dritte Name wird erst nach 1500 in Quellen nachweisbar. Dass Vasco Anes Corte-Real familiäre Besitzansprüche auf Labrador (Terra Corterealis) aufrechthielt, belegt ebenfalls nicht Ansprüche seit 1473, denn der König hatte Miguel Corte-Real das Privileg des Privateigentums der Entdeckungen verliehen. Auch die Angaben des schwedischen Erzbischofs und Kartographen Olaus Magnus zu Entdeckungen Pinings und Pothorsts („hoher Berg, Hvitsark genannt“, „zwischen Island und Grönland“) und des Kieler Bürgermeisters Carsten Grypp („nye insulen und lande“, darunter die „klippen Wydtszerk vor Gronlandth“) beziehen sich im Kontext wohl auf Regionen und Inseln an der Fjordküste Grönlands. Zum Nachweis der Annahme, dass die Expedition 1473 neben Grönland weitere Länder gesehen hat, reichen nach Meinung der meisten Historiker die Beweise in den zeitnahen, noch nicht so stark von Missverständnissen und Legenden überformten Quellen nicht aus.
Vor dem Hintergrund, dass die (geografisch zu Amerika gehörende und vom Festland nicht sehr weit entfernte) Insel Grönland in den mittelalterlichen skandinavischen Ländern immer bekannt war, wo bis ins 15. Jahrhundert eine kleine skandinavische Bevölkerungsgruppe lebte, erscheint es möglich, dass es in Nordwest-Europa kleine Milieus gegeben hat, die halb legendäre Kenntnisse über Länder westlich von Grönland hatten, wie beispielsweise aus den überlieferten isländischen Vinland-Sagas. Diese Sagen und Kontakte bis Grönland lassen einzelne Sichtungen oder Landungen im Mittelalter auf Labrador nicht ausgeschlossen erscheinen. Einige Experten vermuten, dass neben skandinavisch-isländisch-grönländischen Seefahrern auch baskische Walfänger und Fischer, die im Nordatlantik sehr weit fuhren, in die Nähe des amerikanischen Festlandes gekommen sein könnten. Die ersten zweifelsfrei bewiesenen europäischen Landungen nach Leif Erikson auf Labrador und Neufundland sind aber die von Caboto 1497 und 1498, von Fernandes Lavrador und Gonsales 1499 und von Gaspar Corte-Real 1500 und 1501.